# Grande Prêmio de Miami de 2024
O Grande Prêmio de Miami de 2024 (formalmente denominado Formula 1 Crypto.com Miami Grand Prix 2024) foi a sexta etapa do Campeonato Mundial de Fórmula 1 de 2024. Disputada em 5 de maio de 2024 no Autódromo Internacional de Miami em Miami Gardens, na Flórida.

## Resumo
Primeira vitória na carreira de Lando Norris após 110 GPs, a última vitória da McLaren foi com Daniel Ricciardo no Grande Prêmio da Itália de 2021.

## Resultados

#### Sprint Shootout
| Pos.                | N° | Piloto           | Construtor                 | Tempos classificatórios | Tempos classificatórios | Tempos classificatórios | Sprint grid |
| Pos.                | N° | Piloto           | Construtor                 | SQ1                     | SQ2                     | SQ3                     | Sprint grid |
| ------------------- | -- | ---------------- | -------------------------- | ----------------------- | ----------------------- | ----------------------- | ----------- |
| 1                   | 1  | Max Verstappen   | Red Bull Racing-Honda RBPT | 1:28.194                | 1:28.001                | 1:27.641                | 1           |
| 2                   | 16 | Charles Leclerc  | Ferrari                    | 1:28.537                | 1:27.977                | 1:27.749                | 2           |
| 3                   | 11 | Sergio Pérez     | Red Bull Racing-Honda RBPT | 1:28.681                | 1:27.865                | 1:27.876                | 3           |
| 4                   | 3  | Daniel Ricciardo | RB-Honda RBPT              | 1:28.700                | 1:28.122                | 1:28.044                | 4           |
| 5                   | 55 | Carlos Sainz Jr. | Ferrari                    | 1:28.435                | 1:28.262                | 1:28.103                | 5           |
| 6                   | 81 | Oscar Piastri    | McLaren-Mercedes           | 1:28.056                | 1:28.163                | 1:28.161                | 6           |
| 7                   | 18 | Lance Stroll     | Aston Martin-Mercedes      | 1:28.807                | 1:28.323                | 1:28.375                | 7           |
| 8                   | 14 | Fernando Alonso  | Aston Martin-Mercedes      | 1:28.192                | 1:28.189                | 1:28.419                | 8           |
| 9                   | 4  | Lando Norris     | McLaren-Mercedes           | 1:27.939                | 1:27.597                | 1:28.472                | 9           |
| 10                  | 27 | Nico Hülkenberg  | Haas-Ferrari               | 1:29.040                | 1:28.330                | 1:28.476                | 10          |
| 11                  | 63 | George Russell   | Mercedes                   | 1:28.387                | 1:28.343                | N/A                     | 11          |
| 12                  | 44 | Lewis Hamilton   | Mercedes                   | 1:28.736                | 1:28.371                | N/A                     | 12          |
| 13                  | 31 | Esteban Ocon     | Alpine-Renault             | 1:28.873                | 1:28.379                | N/A                     | 13          |
| 14                  | 20 | Kevin Magnussen  | Haas-Ferrari               | 1:28.377                | 1:28.614                | N/A                     | 14          |
| 15                  | 22 | Yuki Tsunoda     | RB-Honda RBPT              | 1:28.687                | No time                 | N/A                     | 15          |
| 16                  | 10 | Pierre Gasly     | Alpine-Renault             | 1:29.185                | N/A                     | N/A                     | 16          |
| 17                  | 24 | Zhou Guanyu      | Kick Sauber-Ferrari        | 1:29.267                | N/A                     | N/A                     | 17          |
| 18                  | 77 | Valtteri Bottas  | Kick Sauber-Ferrari        | 1:29.360                | N/A                     | N/A                     | 191         |
| 19                  | 2  | Logan Sargeant   | Williams-Mercedes          | 1:29.551                | N/A                     | N/A                     | 18          |
| 20                  | 23 | Alexander Albon  | Williams-Mercedes          | 1:29.858                | N/A                     | N/A                     | PL2         |
| 107% time: 1:34.094 |    |                  |                            |                         |                         |                         |             |
| Fontes:             |    |                  |                            |                         |                         |                         |             |

Notas
- ↑1  – Valtteri Bottas recebeu uma penalidade de três posições no grid pelo sprint por impedir Oscar Piastri no SQ1.
- ↑2  – Alexander Albon qualificou-se em 20º, mas foi obrigado a iniciar o sprint no pit lane porque seu carro foi modificado durante as condições do parque fechado.[3]

#### Sprint
| Pos.                                                                                | No. | Driver           | Construtor                 | Voltas | Tempo            | Grid | Pontos |
| ----------------------------------------------------------------------------------- | --- | ---------------- | -------------------------- | ------ | ---------------- | ---- | ------ |
| 1                                                                                   | 1   | Max Verstappen   | Red Bull Racing-Honda RBPT | 19     | 31:31.383        | 1    | 8      |
| 2                                                                                   | 16  | Charles Leclerc  | Ferrari                    | 19     | +3.371           | 2    | 7      |
| 3                                                                                   | 11  | Sergio Pérez     | Red Bull Racing-Honda RBPT | 19     | +5.095           | 3    | 6      |
| 4                                                                                   | 3   | Daniel Ricciardo | RB-Honda RBPT              | 19     | +14.971          | 4    | 5      |
| 5                                                                                   | 55  | Carlos Sainz Jr. | Ferrari                    | 19     | +15.222          | 5    | 4      |
| 6                                                                                   | 81  | Oscar Piastri    | McLaren-Mercedes           | 19     | +15.750          | 6    | 3      |
| 7                                                                                   | 27  | Nico Hülkenberg  | Haas-Ferrari               | 19     | +22.054          | 10   | 2      |
| 8                                                                                   | 22  | Yuki Tsunoda     | RB-Honda RBPT              | 19     | +29.816          | 15   | 1      |
| 9                                                                                   | 10  | Pierre Gasly     | Alpine-Renault             | 19     | +31.880          | 16   |        |
| 10                                                                                  | 2   | Logan Sargeant   | Williams-Mercedes          | 19     | +34.355          | 18   |        |
| 11                                                                                  | 24  | Zhou Guanyu      | Kick Sauber-Ferrari        | 19     | +35.078          | 17   |        |
| 12                                                                                  | 63  | George Russell   | Mercedes                   | 19     | +35.755          | 11   |        |
| 13                                                                                  | 23  | Alexander Albon  | Williams-Mercedes          | 19     | +36.086          | PL   |        |
| 14                                                                                  | 77  | Valtteri Bottas  | Kick Sauber-Ferrari        | 19     | +36.892          | 19   |        |
| 15                                                                                  | 31  | Esteban Ocon     | Alpine-Renault             | 19     | +37.740          | 13   |        |
| 16                                                                                  | 44  | Lewis Hamilton   | Mercedes                   | 19     | +49.3471         | 12   |        |
| 17                                                                                  | 14  | Fernando Alonso  | Aston Martin-Mercedes      | 19     | +59.409          | 8    |        |
| 18                                                                                  | 20  | Kevin Magnussen  | Haas-Ferrari               | 19     | +1:06.3032       | 14   |        |
| Ret                                                                                 | 18  | Lance Stroll     | Aston Martin-Mercedes      | 1      | Danos de colisão | 7    |        |
| Ret                                                                                 | 4   | Lando Norris     | McLaren-Mercedes           | 0      | Colisão          | 9    |        |
| Volta Mais Rápida: Max Verstappen (Red Bull Racing-Honda RBPT) – 1:30.415 (volta 4) |     |                  |                            |        |                  |      |        |
| Fontes:                                                                             |     |                  |                            |        |                  |      |        |

Notas
- ↑1  – Lewis Hamilton terminou em oitavo, mas recebeu uma penalidade de drive-through convertida em uma penalidade de 20 segundos por excesso de velocidade no pit lane.[4]
- ↑2  – Kevin Magnussen terminou em décimo, mas recebeu três penalidades de dez segundos e uma penalidade de cinco segundos. Os três primeiros por sair da pista e ganhar vantagem e os outros por ultrapassar os limites da pista.[4]

#### Treino classificatório
| Pos.                | N° | Piloto           | Construtor                 | Tempos classificatórios | Tempos classificatórios | Tempos classificatórios | Grid final |
| Pos.                | N° | Piloto           | Construtor                 | Q1                      | Q2                      | Q3                      | Grid final |
| ------------------- | -- | ---------------- | -------------------------- | ----------------------- | ----------------------- | ----------------------- | ---------- |
| 1                   | 1  | Max Verstappen   | Red Bull Racing-Honda RBPT | 1:27.689                | 1:27.566                | 1:27.241                | 1          |
| 2                   | 16 | Charles Leclerc  | Ferrari                    | 1:28.081                | 1:27.533                | 1:27.382                | 2          |
| 3                   | 55 | Carlos Sainz Jr. | Ferrari                    | 1:27.937                | 1:27.941                | 1:27.455                | 3          |
| 4                   | 11 | Sergio Pérez     | Red Bull Racing-Honda RBPT | 1:27.772                | 1:27.839                | 1:27.460                | 4          |
| 5                   | 4  | Lando Norris     | McLaren-Mercedes           | 1:27.913                | 1:27.871                | 1:27.594                | 5          |
| 6                   | 81 | Oscar Piastri    | McLaren-Mercedes           | 1:28.032                | 1:27.721                | 1:27.675                | 6          |
| 7                   | 63 | George Russell   | Mercedes                   | 1:28.159                | 1:28.095                | 1:28.067                | 7          |
| 8                   | 44 | Lewis Hamilton   | Mercedes                   | 1:28.167                | 1:27.697                | 1:28.107                | 8          |
| 9                   | 27 | Nico Hülkenberg  | Haas-Ferrari               | 1:28.383                | 1:28.200                | 1:28.146                | 9          |
| 10                  | 22 | Yuki Tsunoda     | RB-Honda RBPT              | 1:28.324                | 1:28.167                | 1:28.192                | 10         |
| 11                  | 18 | Lance Stroll     | Aston Martin-Mercedes      | 1:28.177                | 1:28.222                | N/A                     | 11         |
| 12                  | 10 | Pierre Gasly     | Alpine-Renault             | 1:27.976                | 1:28.324                | N/A                     | 12         |
| 13                  | 31 | Esteban Ocon     | Alpine-Renault             | 1:28.209                | 1:28.371                | N/A                     | 13         |
| 14                  | 23 | Alexander Albon  | Williams-Mercedes          | 1:28.343                | 1:28.413                | N/A                     | 14         |
| 15                  | 14 | Fernando Alonso  | Aston Martin-Mercedes      | 1:28.453                | 1:28.427                | N/A                     | 15         |
| 16                  | 77 | Valtteri Bottas  | Kick Sauber-Ferrari        | 1:28.463                | N/A                     | N/A                     | 16         |
| 17                  | 2  | Logan Sargeant   | Williams-Mercedes          | 1:28.487                | N/A                     | N/A                     | 17         |
| 18                  | 3  | Daniel Ricciardo | RB-Honda RBPT              | 1:28.617                | N/A                     | N/A                     | 201        |
| 19                  | 20 | Kevin Magnussen  | Haas-Ferrari               | 1:28.619                | N/A                     | N/A                     | 18         |
| 20                  | 24 | Zhou Guanyu      | Kick Sauber-Ferrari        | 1:28.824                | N/A                     | N/A                     | 19         |
| 107% time: 1:33.827 |    |                  |                            |                         |                         |                         |            |
| Fontes:             |    |                  |                            |                         |                         |                         |            |

Notas
- ↑1  – Daniel Ricciardo recebeu uma penalidade de três posições no grid por ultrapassar Nico Hülkenberg sob condições de safety car no GP anterior.[6]

#### Corrida
| Pos.                                                                      | N° | Piloto           | Construtor                 | Voltas | Tempo/retirada | Grid | Pontos |
| ------------------------------------------------------------------------- | -- | ---------------- | -------------------------- | ------ | -------------- | ---- | ------ |
| 1                                                                         | 4  | Lando Norris     | McLaren-Mercedes           | 57     | 1:30:49.876    | 5    | 25     |
| 2                                                                         | 1  | Max Verstappen   | Red Bull Racing-Honda RBPT | 57     | +7.612         | 1    | 18     |
| 3                                                                         | 16 | Charles Leclerc  | Ferrari                    | 57     | +9.920         | 2    | 15     |
| 4                                                                         | 11 | Sergio Pérez     | Red Bull Racing-Honda RBPT | 57     | +14.650        | 4    | 12     |
| 5                                                                         | 55 | Carlos Sainz Jr. | Ferrari                    | 57     | +16.4071       | 3    | 10     |
| 6                                                                         | 44 | Lewis Hamilton   | Mercedes                   | 57     | +16.585        | 8    | 8      |
| 7                                                                         | 22 | Yuki Tsunoda     | RB-Honda RBPT              | 57     | +26.185        | 10   | 6      |
| 8                                                                         | 63 | George Russell   | Mercedes                   | 57     | +34.789        | 7    | 4      |
| 9                                                                         | 14 | Fernando Alonso  | Aston Martin-Mercedes      | 57     | +37.107        | 15   | 2      |
| 10                                                                        | 31 | Esteban Ocon     | Alpine-Renault             | 57     | +39.746        | 13   | 1      |
| 11                                                                        | 27 | Nico Hülkenberg  | Haas-Ferrari               | 57     | +40.789        | 9    |        |
| 12                                                                        | 10 | Pierre Gasly     | Alpine-Renault             | 57     | +44.958        | 12   |        |
| 13                                                                        | 81 | Oscar Piastri    | McLaren-Mercedes           | 57     | +49.756        | 6    |        |
| 14                                                                        | 24 | Zhou Guanyu      | Kick Sauber-Ferrari        | 57     | +49.979        | 19   |        |
| 15                                                                        | 3  | Daniel Ricciardo | RB-Honda RBPT              | 57     | +50.956        | 20   |        |
| 16                                                                        | 77 | Valtteri Bottas  | Kick Sauber-Ferrari        | 57     | +52.356        | 16   |        |
| 17                                                                        | 18 | Lance Stroll     | Aston Martin-Mercedes      | 57     | +55.1732       | 11   |        |
| 18                                                                        | 23 | Alexander Albon  | Williams-Mercedes          | 57     | +1:16.091      | 14   |        |
| 19                                                                        | 20 | Kevin Magnussen  | Haas-Ferrari               | 57     | +1:24.6833     | 18   |        |
| Ret                                                                       | 2  | Logan Sargeant   | Williams-Mercedes          | 27     | Colisão        | 17   |        |
| Volta Mais Rápida: Oscar Piastri (McLaren-Mercedes) – 1:30.643 (volta 43) |    |                  |                            |        |                |      |        |
| Fontes:                                                                   |    |                  |                            |        |                |      |        |

Notas
- ↑1  – Carlos Sainz Jr. terminou em 4º, mas recebeu uma penalidade de cinco segundos pelo toque com Oscar Piastri.[9]
- ↑2  – Lance Stroll terminou em 13º, mas recebeu uma penalidade de dez segundos por sair da pista e ganhar vantagem.[7]
- ↑3  – Kevin Magnussen terminou em 18º, recebeu uma penalidade de dez segundos por causar uma colisão com Logan Sargeant. Ele então também recebeu uma penalidade de drive-through convertida em uma penalidade de 22 segundos por não trocar os pneus ao entrar no pit lane durante o período de safety car.[7]

## Tabela do Campeonato após a corrida
|        | Pos. | Pilotos          | Pontos |
| ------ | ---- | ---------------- | ------ |
|        | 1    | Max Verstappen   | 136    |
|        | 2    | Sergio Pérez     | 103    |
|        | 3    | Charles Leclerc  | 98     |
|        | 4    | Lando Norris     | 83     |
|        | 5    | Carlos Sainz Jr. | 83     |
| Fonte: |      |                  |        |

|        | Pos. | Construtor                 | Pontos |
| ------ | ---- | -------------------------- | ------ |
|        | 1    | Red Bull Racing-Honda RBPT | 239    |
|        | 2    | Ferrari                    | 187    |
|        | 3    | McLaren-Mercedes           | 124    |
|        | 4    | Mercedes                   | 64     |
|        | 5    | Aston Martin-Mercedes      | 42     |
| Fonte: |      |                            |        |

- Nota: Apenas as cinco primeiras posições estão incluídas em ambos os conjuntos de classificação.